# Милорадовићи
Милорадовићи (Милорадовићи од Храбреновића и Дубраве, грофови Милорадовићи, Милорадовичи) су породица српског порекла из Херцеговине, потомци војводе Стјепана Милорадовића (живео на прелазу из 14. у 15. век) и његових наследника, власника имања у Дубрави код Стоца, дубровачких грађана, ктитора српских православних цркава Светог Петра и Павла у Ошанићима код Стоца (војвода Радосав, пре 1505), Светог Николе у Тријебњу (војвода Радоје Храбрен 1534), Преображења Христовог у Клепцима код Пребиловаца и Чапљине (спахија Милисав, друга половина XVI века, обновио руски пешадијски генерал Михаило Андрејевић Милорадовић, 1811), и српског православног манастира Житомислић (спахија Милисав Храбрен 1563, Михаило и Гаврило доносе дарове Петра Великог, 1707, даривао генерал-лајтнант гроф Григорије, 1883). Једна грана Милорадовића се из Херцеговине иселила у Русију (Михаило, Гаврило и Александар), а друга је, пре пресељења у Русију, једно време живела у Хабзбуршкој монархији (Јефтимије-Јероним и Мојсије). Од браће Михаила, Гаврила и Александра Милорадовића воде порекло три гране Милорадовића у Русији. Потомци војводе Стјепана Милорадовића су пуковник Михаило И. Милорадовић, козачки старешина, који је заједно са владиком Данилом Петровићем Његошем подигао 1711. устанак против Турака на подручју Старе Херцеговине, пуковник Јефтимије (Јероним) Милорадовић од Храбреновића и Дубраве (ожењен Јелисаветом, кћерком пуковника кнеза Атанасија Рашковића), генерал-мајор Петар Степановић Милорадовић, генерал-поручник Андреј Степановић Милорадовић губернатор Мале Русије (Украјине), генерал гроф Михаил Андрејевић Милорадовић, командант руске Дунавске војске која је однела велике победе над Турцима и заузела Букурешт 1806, генерал-лајтнант гроф Григорије А. Милорадовић, који је 1883. посетио и даривао манастир Житомислић, задужбину Милорадовића и пуковник Александар М. Милорадовић, добровољац - командант Руске добровољачке бригаде у Српско турском рату 1876. године.
Милорадовићи имали су своје поседе и седиште у регији столачких Дубрава у Црнићима, Дубравама, Тријебњу, Житомислићу, Драчеву, Свитави, Габели. Дубрава се данас налази у општини Калиновик у Републици Српској, а Столац и део некадашњих поседа Милорадовића са културно историјским споменицима и православном црквом Светог Петра и Павла, задужбином Милорадовића у Ошанићима у општини Столац у Федерацији БиХ.
Војвода Стјепан Милорадовић борио против Сандаља Хранића, који је био одговоран за убиство кнеза Павла Раденовића. Синови кнеза Павла Раденовића, Петар и Радослав Павловић Павловићи тражили су заштиту од Турака, који су већ пружали војну помоћ њиховим противницима. Заједно са Турцима у јесен 1415. браћа Петар и Радослав Павловић напали су Сандаља уз помоћ Стјепана Милорадовића, «главе једне породице, која ће доцније постати једна од најпопуларнијих у Херцеговини».
Војвода Стјепан Милорадовић помиње се 1416. у једном документу у вези са једним сукобом са Дубровником када је у заједници са кнезом Петром Радиновићем-Павловићем извршио напад на Дубровчане у доњој Неретви код Сливна.
Војвода Стјепан Милорадовић имао је синове Петра, Радоја и Вукића. Њихова имена помињу се у турским пописним дефтерима 1468-1469 и 1477, као спахије-тимарници, а између 1470. и 1477. повељом је признато дубровачко грађанство.
На једној сачуваној судијској каменој столици поред цркве Светог Петра и Павла у Ошанићима записано је «Асе сто војеводе Стипана Милорадовића, а понови га војевода Петар син му».
Војвода Стјепан умро је око 1470.
У Ошанићима је постојало насеље породице Милорадовић.
Радоје Храбрен Милорадовић, син војводе Стјепана и брат војводе Петра, сахрањен је под стећком у Радимљи, где је уклесано: «асе лежи добри Радоје син војеводе Стјепана на својој баштини на Батногах. Сии билиг постави на ме брат мој војевода Петар.
Војвода Петар Милорадовић, син Стјепана Милорадовића био је главар у Хуму, старешина катуна Храбрена, и имао вазалну обавезу да ратује за турску државу као коњаник-оклопник У оквиру његовог Тимара помиње се и село Житомислић. Војводи Петру је турска администрација потврдила право на закуп лађа од Почитеља до мора. Војвода Петар Милорадовић имао је сина Радосава.
Радосав Храбрен-Милорадовић, син војводе Петра Милорадовића и унук војводе Стјепана Милорадовића сахрањен испред своје задужбине (у припрати) православне цркве Светог Петра и Павла у Ошанићима 1505. године. Њега је наследио син (или брат) Радоје Храбрен.
Војвода Радоје Храбрен Милорадовић, наследио је Радосава. Њега документи спомињу 1521. као војводу Доњих Влаха.
Војвода Радоје обновио је 1534. као своју задужбину српску православну цркву Св. Николе у Тријебњу, неколико километара северно од друге задужбине Милорадовића, српског православног манастир Житомислић.
Михаило Милорадовић имао је сина Милисава.
Милисав или Милосав (у руским изворима Милослав) Милорадовић, син Михаилов, спахија, потомак војводе Стјепана Милорадовића подигао је цркву Преображења Господњег у Клепцима код Чапљине и обновио манастир Житомислић 1563. године. Могуће је да је црква првобитно била посвећена Светом Луки. Руски пешадијски генерал Михаило Андрејевић Милорадовић је 1811. послао новац за поправку задужбине Милорадовића. Преображења Господњег у Клепцима била је обновљена и 1857. године. За време Други светски ратДругог светског рата 1942. спаљени су иконостас, фреске, иконе, богослужбени предмети, црквене и матичне књиге и архив а црква је била разорена. После рата 1947. обновљена, да би 1992. и цркве и школа потпуно срушене. У црквеној згради северно од цркве 1857. почела је са радом прва српска школа у овом крају. 1919. дозидан је спрат на згради школе, а 1930. у њој почиње са радом народна основна школа.
Михаило М. Милорадовић, син Милисава (Милосава) Милорадовића, такође даривао цркву Преображења Господњег у Клепцима.

## Пуковник Јефтимије (Јероним) Милорадовић од Храбреновића и Дубраве (век, средина)
Пуковник Јефтимије Јероним Милорадовић одселио се у Русију где је био генерал (или пуковник) руске војске. Као аустријском официру Марија Терезија је Јефтимију Јерониму Милорадовићу, у то време генадирском пешадијском капетану градишћанског пука, заједно са његовим братом Мојсијем Милорадовићем, доделила грб 13. 9. 1760. године у ком се на златним пољима штита налази по један пропети црни пас са златном огрлицом, и дала предикат од Храбреновића и Дубраве (Milloradovich, von Hrabrenovich und Dubrave).
Када је отишао у Русију поднео је молбу Херолдији, институту за доделу и потврде грбова у Русији, Јефтимије је приложио 1763. године и документ Дубровачке републике на италијанском језику од 1749. године, у коме се потврђује породично порекло и старији грб уписан у Илирском грбовнику.
Пуковник Јефтимије Милорадовић био је ожењен кћерком пуковника Александра А. Рашковића, Јелисаветом Рашковић.

## Мојсије Милорадовић од Рабреновића и Дубраве
Мојсије Милорадовић наведен је у додели грба и предиката од стране царице Марије Терезије 13. 9. 1760, као брат Јефтимија (Јеронима) Милорадовића.
У руским изворима наводи се као Родион, вероватно Радоје. Његов син Илија.
Илија Милорадовић имао је синове Михаила, Гаврила и Александра.

## Александар И. Милорадовић
Александар И. Милорадовић имао је синове Илију, Михаила и Гаврила.

### Илија А. Милорадовић
Илија А. Милорадовић, син Александров

#### Симеон (Семен) И. Милорадовић
Симеон Илић Милорадовић

##### Иван С. Милорадовић
Иван Симоновић Милорадовић

##### Платон И. Милорадовић
Платон Ивановић Милорадовић

### Гаврило А. Милорадовић
Гаврило А. Милорадовић

### Пуковник Михаило А. Милорадовић
Пуковник Михаило А. Милорадовић био је 1759. пуковник изјумског слободског козачког пука (код Харкова). Имао је сина Михаила.

#### Михаило М. Милорадовић
Михаило Михаиловић Милорадовић био је предводник (маршал) дворјанства (племства) полтавске губерније (од 1789). Његов потомак је највероватнија пуковник Александар М. Милорадовић.

#### Пуковник Александар М. Милорадовић (1827-1877)
Пуковник Александар Михаиловић Милорадовић (1827-1877) учествовао је као добровољац у чину потпуковника у Српско турском рату 1876, командујући Руском добровољачком бригадом.
Био је ожењен Александром Михаиловном Абаза, кћерком Михаила Васиљевича Абаза (рођ. 1798) пореклом од Иље Андрејевича Абаза, молдавског бојара (1676—1727). Александра је умрла 1863.
Други пут био је ожењен Јелисаветом Кларевич која је била удовица барона Тисенхаузена (Tiesenhausen).

## Пуковник Гаврило И. Милорадовић, козачки старешина
После смрти пуковник Михаила Милорадовића 1725, његов брат Гаврило унапређен је у чин пуковника. Гаврило Милорадовић разрешен је 1729. године због жалби потчињених и сељака на његовом имању. Гаврило Милорадовић имао је сина Антонија.

### Антоније Милорадовић
Антоније Милорадовић имао је синове Стефана, Андреја, Николаја, Ивана и Петра.

#### Секунд-мајор Андреј А. Милорадовић (? -1784)
Секунд-мајор Андреј Антоновић Милорадовић, предводник дворјанства (племства) глинског округа полтавске губерније био је ожењен Мартом Тарновски (?-1834), кћерком Јакова Степановича Тарновског.

#### Петар А. Милорадовић
Сачувана је молба Петра Антоновића Милорадовића императорки Катарини да буде постављен за надворног саветника (1785).

#### Стефан А. Милорадовић (1741-1788)
Стефан (Степан) Антоновић Милорадовић (1741-1788) био је предводник дворјанства глинског округа полтавске губерније. Имао је сина Ивана.

##### Иван С. Милорадовић (?-1798)
Иван Степановић Милорадовић био је предводник дворјанства лохвицког округа полтавске губерније.
Сачувана је молба Ивана Степановића Милорадовића императорки Катарини да буде унапређен (1787).

#### Николај А. Милорадовић (око 1746-1815), државни саветник
Секунд-мајор Николај Антоновић Милорадовић (око 1746-1815), био је секунд-мајор 1779, колежски асесор 1780, државни саветник 1807. Имао је синове Александра и Владимира.

##### Александар Н. Милорадовић (1786-1830)
Александар Н. Милорадовић (1786-1830), Николаја А. Милорадовића био је морнарички официр.

##### Владимир Н. Милорадовић (1789-1864)
Владимир Н. Милорадовић (1786-1830), син Николаја А. Милорадовића био је морнарички официр.

###### Сергеј Д. Милорадовић (1851–1943), сликар
Сергеј Димитријевић Милорадовић био је руски сликар. Познате су његове слике Крштење Руса, Патријарх Никон и Одбрана Тројце-Сергејеве лавре од Пољака 1610.

###### Василије П. Милорадовић (1845-1911)
Василије Петровић Милорадовић (Василий Петрович Милорадович), потомак генерала Петра Милорадовића, малоруски (украјински) судија, правник и етнограф. Завршио је Правни факултет Харковског универзитета, после чега је био судија у Лубенском округу. Сакупљао је важне етнографске материјале.
Највећи део његових записа чува се у рукописима у архиви историјско-филолошког одељења Харковског универзитета.

###### Николај Р. Милорадовић
Николај Родионовић Милорадовић 1838. био је предводник дворјанства прилушког округа полтавске губерније.

###### Родион А. Милорадовић (1843-1906)
Родион Александровић Милорадовић био је председник прилушке земаљске управе 1860, новинар, сатиричар. Прилук. (Полтав. губ.) зем. упр.,

###### Владимир Р. Милорадовић (1852-после 1909)
Владимир Родионовић Милорадовић (1852 — после 1909) посланик 3. државне думе из полтавске губерније (фракција националиста). предводник дворјанства прилушке губерније.

###### Родион Н. Милорадовић
Родион Николајевић Милорадовић (Родион Николаевич Милорадович), официр, учесник Великог отаџбинског рата Другог светског рата.
Његов унук, односно унук његовог брата је пензионисани пуковник Владимир Гончарук кучитељ историје средњих школа број 17 у Хабаровск, који је дао интервју Тихоокенаској звезди, поводом приказивања филма Гроф Монте Негро.

##### Генерал-лајтнант Николај Е. Милорадовић (1847-1917)
Генерал-лајтнант Николај Емануиловић Милорадовић (1847-1917) командовао је пешадијским пуком и пешадијском бригадом.
По завршетку другог војног Константиновског училишта унапређен у потпоручника 106. пешадијског пука, прапоршчик лајб-гардијског гачинског пука (1867), поручник (1870). По завршетку Николајевске генералштабне академије 1873. распоређен у штаб оренбуршког војног округа, штабс-капетан (1874), учесник Руско-турског рата 1877-1878 у чину капетана. Прекомандован у Московски војни округ 1878, генералштабни потпуковник (1878), пуковник (1881), начелник штаба 32 пешадијске дивизије (1884), командир 44. камчатског пешадијског пука (1891), генерал-мајор (1896), начелник 52. пешадијске резервне бригаде (1900), генерал-лајтнант (1906).

## Пуковник Михаило И. Милорадовић (око 1650-1725), козачки старешина
Браћа Михаило, Гаврило и Александар Милорадовић око 1700. ангажовали се на подизању устанка против Турака и сарађивали са Русијом. У Русији бораве већ пре 1707, када Михаило и Гаврило, по повратку из Русије, доносе дарове Петра Великог породичној задужбини манастиру Житомислић.
Михаило Милорадовић који је указом руског императора Петра Великог унапређен у чин руског пуковника, заједно са владиком Данилом Петровићем Његошем и Иваном Лукачевићем Подгоричанином подигао је, у договору са Русијом 1711. устанак против Турака на подручју Старе Херцеговине. После почетних успеха, устанак није дао очекиване резултате јер ниједан утврђени град, пре свега Никшић, није могао да буде освојен. После тога 1715. Милорадовићи су прешли у Русију, где је Михаило Илијић (Иљич) Милорадовић козачки старешина и добио земљишне поседе у Малорусији (Украјини)..
Михаило Илић Милорадовић је умро 1725. Пуковник Михаило Милорадовић имао је сина Стефана са првом женом. Пошто је остао удовац оженио се у Русији Уљаном Степановном Бутовић, кћерком генерлног есаула Степана Бутовића и имао са њом сина Николаја, око чијег наслеђа и права на презиме Милорадовић су вођени дуги спорови.

## Стефан (Степан) М. Милорадовић
Стефан (Степан) Михаиловић Милорадовић, син пуковника Михаила Милорадовића и мајке из српске породице. Водио је очеве послове на поседу. Са кћерком Михаила Гамалеја имао је синове Петра и Андреја и Михаила.

## Генерал-поручник Андреј С. Милорадовић (1726-96), губернатор
Генерал-лајтнат Андреј Степанович Милорадович (1726-96), син Степана, а унук пуковника Михаила Милорадовића био је губернатор Малорусије (Украјине).
Андреј Милорадовић завршио је Кијевску духовну академију, али је после ступио у војну службу. 1749. године. Постављен је за поручника гренадира царске гарде.
Андреј Милорадовић учествоао је у руско-пруском рату и у руско-турском рату. Постављен је за губернатора Малорусије 1779. године. По налогу Румјанцова саставио је опис Малорусије.
Одликован орденом Св. Александра Невског, Св. Ане првог степена и Св. Георгија 3 степена, Св. Владимира.
Андреј Милорадовић оженио се 1768, године Маријом Андрејевном Горленко чији брат премијер-мајор Иван Андрејевич Горленко је био малоруски (украјински) губернијски предводник дворјанства (племства). Имали су синове Михаила (по прадеди), Григорија и Степана, као и кћерку Марију (умрла 1851). Била је удата за черниговског предводника племства Николаја Михаиловича Стороженка.

### Степан А. Милорадовић

#### Андреј С. Милорадовић (1785-1866)
Андреј С. Милорадовић (1785-1866), чиновник, колежки асесор. Био је ожењен Ирином Ходолеј.

### Генерал пешадије губернатор гроф Михаило А. Милорадовић (1771 - 1825)
Генерал гроф Михаило Милорадовић, син генерала Андреја Степановића Милорадовића, школовао се на универзитетима у Кенингсбергу и Гетингену, а војне науке је усавршавао у Стразбуру и Мецу. Учествовао је у италијанском и швајцарском походу, под командом Суворова. Учествовао је и у руско-турском рату где је под његовом командом Дунавска војска је 13 (25) децембра 1806. заузела Букурешт. У Букурешту Милорадовић се сусрео са Карађорђевим изасланицима. Генерал Михаило Милорадовић био је кијевски губернатор. Учествовао је у Бородинској бици 1812. После тога командовао је авангардом. У бици код Лајпцига командовао је руском и пруском гардом.
Генерал Михаило Милорадовић је за подвиге у ратовима против Наполеона добио је грофовско достојанство 1. 05. 1813
Поставаљен је за команданта гардијског корпуса, потом генерал-губернатором Петрограда. Умро је од рана које је добио у време устанка декабриста. Запамћено је да је Милорадовић имао редак дар да разговара са војницима и да је са њима делио све тешкоће у рату.
На надгробном споменику записано је: Овде почива прах пешадијског генерала и витеза (каваљера) свих руских ордена и свих европских држава грофа Михаила Андреевича Милорадовича. Родио се 1771. године 1. октобра. Преминуо од рана нанесених на Исакијевском тргу 14. децембра 1825. године у Санкт Петербургу.
Генерал Михаил Андрејевић Милорадовић није имао потомства па је његовом смрћу 15. децембра 1825. била угашена грофовска кућа Милорадовића.
Император Александар II Романов, за „овековечење успомене на генерала Михаила Милорадовића“, дозволио је указом право на ношење титуле грофа руске империје потомку његовог стрица Петра, Григорију Александровићу Милорадовићу 19 марта 1873. Међутим смрћу сина Григорија Александровића Милорадовића Александра Г. Милорадовића 2. јануара 1952. године угасала се грофовска кућа Милорадовића. Најближи рођаци грофа Александра Милорадовића су потомци његовог брата од стрица Николаја Милорадовића, који би, највероватније, да и даље постоји руска империја, могли да траже од цара да наследе титулу грофа руске империје.

## Генерал-мајор Петар С. Милорадовић (1723-1799)
Генерал-мајор Петар Степанович Милорадовић (1723-1799), син Степана, а унук пуковника Михаила Милорадовића. Петар Степанович Милорадовић служио је при царском двору у звању хоф-фирера, потом је био пуковник черниговског козачког пука. Петар Милорадовић био је ожењен Софијом Семјоновном Полуботок, праунуком малоруског хетмана и указног пуковника Павла Леонтијевића Полуботка. Генерал-мајор Петар Степанович Милорадовић (1723-1799) имао је сина Григорија.

### Губернатор Григорије П. Милорадовић, тајни саветник (1765—1828)
Капетан Григорије Петровић Милорадовић (Григорий Петрович Милорадович), тајни саветник (1765—1828), син генерал-мајора Петра Милорадовића био је 1786. капетан, 1779. малоруски (украјински) генерални судија, 1802. таврически губернатор у рангу тајног саветника. 1786. у чину капетана изашао је из војне службе из здравствених разлога и радио у министарству иностраних послова код свог рођака А. А. Безбородка.
Григорије Петровић Милорадовић био је ожењен са Александром Павловном Кочубеј (Александра Павловна Кочубей Милорадович), (1769-1838), кћерком Павела Васиљевића Кочубеја и Уљане Андрејевне Безбородко, а сестром грофа (од 1799), односно кнеза (од 1831) Виктора Павловича Кочубеја, председника комитета министара Руске Империје (1827—1832), државног канцелара (1834), министра унутрашњих послова (1802—1807), посланика (амбасадора) у Цариграду (1792) и др.
Григорије Петровић Милорадовић је са Александром Павловном Кочубеј имао је једанаесторо деце:
- Александар (1793—1868),
- Алексеј (1794-1825), служио у лајб-гардијском семјоновском пуку
- Иларион (1795—1864), колешки асесор,
- Димитриј (1799-1844), гардијски пуковник
- Михаил (1800—1850), штаб-ротмистр (капетан)
- Сергеј (1805-1855), мајор, предводник племства зењковског округа полтавске губерније
- Лав (1808—1879), дејститељни државни саветник, директор полтавске гимназије
- Софија
- Варвара
- Надежда
- Јелисавета (Јелизавета) Вид.[27].

### Лав Г. Милорадовић (1808-1879)
Лав Григоријевић Милорадовић (Лев Григорьевич Милорадович) активни државни саветник имао је имање у селу Николајевка у Городњанском округу Черниговске губерније. Био је ожењен рођаком Јелисаветом Ивановном Скоропадском (1832—1890) кћерком Ивана Михаиловича Скоропадског, велепосендика у Малорусији (Укриајини) окружног предводника дворјанства (маршала) и Јелисавете Петровне Тарновске, кћерком Петра Трановског и Александре Милорадовић.

### Иларион Г. Милорадовић (1795-1864)
Иларион Григоријевић Милорадовић (1795-1864) био је чиновник, колешки асесор у оставци.

### Мајор Сергеј Г. Милорадовић (1805-1855)
Мајор Сергеј Г. Милорадовић (1805-1855), после оставке на војну службу био је окружни редводник дворјанства.

### Гардијски пуковник Димитрије Г. Милорадовић (1799-1844)
Гардијски пуковник Димитрије Григоријевић Милорадовић (1799-1844) био је брат Лава Г. Милорадовића. Био је ожењен са кнегињом Софијом Николајевном Манвелов.

#### Григориј Д. Милорадовић (1833-1882)
Григориј Д. Милорадовић (1833-1882), државни саветник, камергер.

### Александар Г. Милорадовић (1793-1868)
Александар Григоријевић Милорадовић, активни државни саветник син Григорија Андрејевића Милорадовића. Био је ожењен Софијом Григоријевном Туманском (1805—1890), кћерком генерала Григорија В. Туманског. Имали су синове Григорија и Леонида.

#### Генерал-лајтнант гроф Григорије А. Милорадовић (1839-1905)
Генерал лајтнант гроф Григорије Александровић Милорадовић (граф Григорий Александрович Милорадович) (1839 - 1905), син Александра Григоријевића Милорадовића, коњички гардијски официр, предводитељ дворјанства (племства) черниговске губерније, писац. Школовао се у пажеском корпусу који је завршио 1857. први у рангу, након чега је служио као официр у гардијској коњици.
Био је ожењен Вером Николајевном Шабељском (1861—1916), кћерком гардијског пуковника, предводника племства курске губерније Николаја К. Шабељског.
Чинови: поручник гарде (1857), пуковник гарде (1867), ађутант (1871), генерал-мајор у Свити (1878), генерал-лајтнант (1888).
Указом од 3. 1873. император Александар II дозволио му је да носи грофовску титулу „за овековечење успомене на грофа Михаила Милорадовића, с тим да у случају његових потомака титулу грофа наслеђује најстарији син у роду.
Гроф Григорије Александровић Милорадовић, објавио је 1873. књигу Историја дворјанског (племићког) и грофовског рода Милорадовића.
Он је посетио и даривао манастир Житомислић, задужбину Милорадовића 1883. и поставио плочу на јужном зиду припрате. У архиви Милорадовића чува се аутограм који је добио од архимандрита Серафима Петровића.
У другом браку са Олгом Кириловном Катеринич (1862-?) имао је сина Александра (1886—1952) и Георгија (1888—1907).

#### Гроф Александар Г. Милорадовић (1886-1952)
Гроф Александар Григоријевић Милорадовић, син генерал-лајтнанта Григорија Александровића Милорадовића. Рођен 18. јануара 1886. у Петрограду. Александар се школовао у Пажеском корпусу, одакле је као добровољац отишао у руско-јапански рат, да би по поврату завршио школовање. У руско-јапанском рату одликован је два пута за храборст Георгијевским крстом 4. и 3. степена.
Служио је у гардијском коњичком пуку као коњички поручник. Дао оставку на војну службу и живео на свом имању Љубеч. 1914. реактивиран као капетан. Има једна његова фотографија из 1914. на којој је заједно са братом од стрица Николајем Леонидовичем Милорадовичем.
Император Александар II Романов, за „овековечење успомене на генерала Михаила Милорадовића“, дозволио је указом право на ношење титуле грофа руске империје потомку његовог стрица Петра, Григорију Александровићу Милорадовићу 19 марта 1873. Међутим смрћу сина Григорија Александровића Милорадовића Александра Г. Милорадовића 2. јануара 1952. године угасала се грофовска кућа Милорадовића. Најближи рођаци грофа Александра Милорадовића су потомци његовог брата од стрица Николаја Милорадовића, који би, највероватније, да и даље постоји руска империја, могли да траже од цара да наследе титулу грофа руске империје.

### Леонид А. Милорадовић (1841-1908), губернатор
Леонид Александровић Милорадовић (1841-1908), син Александра Милорадовића и брат грофа Григорија Милорадовића, био је дипломата, секретар Руске амбасаде у Штутгарту (1861), заменик губернатора Кијевске губерније (1878) и губернатор подисле губерније (1879-82).
Леонид Милорадовић био је ожењен Александром Александровном Васиљчиковом (1860-после 1918), кћерком Александра Васиљчикова, која је написала више историјских студија, песама и урадила више превода.
Њен отадц Александар Алексејевич Васиљчиков (1832—1890), дипломата, био је директор Ермитажа (од 1879-1888).
Њихова деца су Сергеј, Борис, Николај и Олга.

#### Сергеј Л. Милорадовић (1885-?)
Сергеј Л. Милорадовић (Сергей Леонидович Милорадович, 16.12.1885- ?), паж Двора Његовог Императорског Величанства имао је сина Леонида.

##### Леонид С. Милорадовић (1911- )
Леонид Сергејевић Милорадовић, рођен 1911, после смрти свог даљег деде Александра Сергејевића Милорадовића 1953. као најстарији у роду има право да носу грофовску титулу.

#### Лајб-гардијски капетан Борис Л. Милорадовић (1887-1920)
Лајб-гардијски капетан Борис Л. Милорадовић (1887-1920) (Борис Леонидович Милорадович). Образовао се у московском лицеју царевића Николаја.

#### Лајб-гардијски поручник Николај Л. Милорадовић (1889-1954)
Николај Леонидович Милорадовић (1889-1954), завршио војне школе, 1914. поручник лајб-гардијског Преображенског пука. Постоји његова слика заједно са братом од стрица грофом Александром Г. Милорадовићем.
Николај Л. Милорадовић био је ожењен кнегињом Олгом Трубецки (1890-1966), кћерком кнеза Георгија (Јуре) Трубецког (1866—1926) и кнегиње Марије Александровне Долгоруков. Један од њихових синова је Серафим.

#### Серафим Н. Милорадовић (1929- )
Гроф Серафим Николајевић Милорадовић, рођен у Паризу 1929. године. Студирао на универзитету Колумбија и у Свето-владимирској духовној семинарију. Из Америке прешао да живи у Француску. Главни уредник новина Руска мисао (1978-1979), од 1980. руководи издавачком кућом која објављује књиге на руском језику ("Overseas Publications Intercharge") са седиштем у Лондону.
Серафим Николајевић Милорадовић ожењен је баронесом Агнесом фон Хоенинг-О`Керол, кћерком Зденка, барона фон фон Хоенинг-О`Керол и Маргарите принцезе фон Лобковиц. Имају три кћерке Алексадру Серфимовну Милорадовић (1960-2015) удату за Рудолфа, принца фон Кроја, сина Карла Емануела, херцога фон Кроја првој кући по наслеђу Светог римског царства, (шесторо деце), Маргариту Серафимовну Милорадовић и Татијану Серафимовну Милорадовић.

## Дворјански и грофовски род Милорадовића
Милорадовићи (Род Милорадовичей) уписан је у 5. књигу (дворјанство са титулом) и 6. књигу (старо дворјантсво) племићких (дворјанских) родословних књига Черниговске губерније и у 6. књигу (старо дворјанство) Полтавске и Јекатеринославске губерније. У родословној књизи Милорадовића уписано је 255 мушких и женских представника рода. Ступали су у брак углавном са представницима малоруског (украјинског) дворјанства, као што су Бутовичи, Гамалеји, Горленко, Дуњихи-Борковски, Полуботки, Скоропадски, Стороженко, Тарновски, Ходолеј и др, често са истим родом више пута. Ступали су у брак и са представницима других породица Абаз, Ањенкови, Васиљчикови, грофови Хајден, кнезови Манвелови и др.
Титулом грофа руске империје дарован је за заслуге у рату против Наполеона 15. маја 1813. генерал пешадије Михаил Андрејевић Милорадовић, чијом смрћу 15. децембра 1825. је угашена грофовска грана Милорадовића.
Други пут је титула грофа руске империје додељена, односно дозвољено њено коришћење, „за овековечење успомене на генерала Михаила Милорадовића, који није имао директних наследника, праунуку његовог стрица генерал-мајора Петра Милорадовића, Григорију Александровићу Милорадовићу, касније генерал-лајтнанту 19. марта 1873. Приликом друге доделе титуле грофа руске империје наслеђивање је условљено да старешина, односно најстарији мушки потомак те гране Милорадовића наслеђује титулу грофа. Смрћу грофа Александра Григоријевића Милорадовића 2. јануара 1952. године, који није имао синова, браће нити братанаца који би могли да наследе титулу, други пут је угашена грофовска кућа Милорадовића.
Најближи рођак грофа Александра Григоријевића Милорадовића који је умро 1952, јесте син његовог брата од рођеног стрица Леонид С. Милорадовић, рођен 1911, који би имао право коришћења титуле грофа..

## Занимљивости
Постоји гусларска песма Милорадовић посланик Петра Великога чији почетак је:

(1711. године мјесеца марта)

Кад Русија с Турцим’ ратоваше,

Петар Први, император руски,

оправио посланика свога

Михаила Милорадовића

(од старине из Херцеговине)

да понесе Црној Гори књиге

Петровићу Данилу владици

и главаром од Горице Црне.

У књизи их мило поздрављаше

и овако њима говораше...